# Manuel Alejandre Abarca
Manuel Alejandre Abarca   (Madrid, 11 de novembre de 1917 - Madrid, 12 d'octubre de 2010) conegut com a Manuel Alexandre fou un actor espanyol al qual es recorda per la seva participació en pel·lícules com Plácido (1961), Atraco a las tres (1962) i la saga cinematogràfica del grup musical infantil Parchís, així com en la sèrie de televisió Los ladrones van a la oficina.

## Biografia
Va començar a estudiar la carrera de dret, però la va abandonar per començar els estudis de periodisme, que va haver de deixar en iniciar-se la Guerra Civil Espanyola.
La seva carrera professional la va iniciar el 1945 en la companyia de Társila Criado i Jesús Tordesillas que representaven al Teatro Reina Victoria a Cuando las Cortes de Cádiz. Després va passar a la companyia de l'Eslava i després a la del Teatro Español. Des de molt jove va ser íntim amic de Fernando Fernán Gómez, amb qui es va formar i va treballar en el Teatro Español Universitario.
Al cinema va debutar el 1947 amb Dos cuentos para dos, de Luis Lucia, i després amb el director Luis García Berlanga a Bienvenido, Mister Marshall (1953).
A Televisió Espanyola va participar en més d'un centenar d'espais dramàtics i altres programes. Era una gran aficionat a la literatura i la pintura, i va ser habitual de la tertúlia del Café Gijón a Madrid.
El seu últim treball va ser 20-N: los últimos días de Franco (2008), un telefilm on encarna el dictador Francisco Franco en els últims dies de la seva vida.
L'actor va morir el 12 d'octubre de 2010 a causa d'un càncer que patia.

## Premis
- Gran Cruz de la Orden Civil de Alfonso X el Sabio, en reconeixement de la seva dilatada trajectòria, (2009)
- TP d'Or, premio especial a tota una vida (2008)
- Candidat al Premi Goya a la millor interpretació masculina protagonista per Elsa y Fred (2006)
- Premio de la Unión de Actores como millor actor protagonista per Elsa y Fred (2006)
- Premi Sant Jordi al millor actor per Elsa y Fred (2006)
- Goya d'Honor (2003)
- Fotogramas de Plata d'Honor (2000)
- Premi al millor actor en el Festival de Cine de Gijón per El ángel de la guarda (1996)
- Homenatge a la Setmana Internacional de Cinema de Valladolid (Seminci) de 1994.
- Premi Honorífic de la Unión de Actores (1993)
- Premi Pepe Isbert, 1993
- Premi de la Crítica Cinematográfica, (1980)
- Premi del Círculo de Escritores Cinematográficos el 1979 como millor actor secundari per Tamaño natural[3]
- Premi del Sindicato Nacional del Espectáculo como millor actor secundari por su trabajo en Plácido de 1961.
- Premi de la revista Film Ideal.

## Filmografia
Filmografia de cinema, televisió i teatre.

### Cinema
| - Dos cuentos para dos (1947) - Bienvenido, Mister Marshall (1952) - Nadie lo sabrá (1953) - Cómicos (1954) - La venganza (1954) - Felices pascuas (1954) - Manicomio (1954) - Muerte de un ciclista (1955) - El mensaje (1955) - Viaje de novios (1956) - Calle Mayor (1956) - El Malvado Carabel (1956) - Calabuch (1956) - Todos somos necesarios (1956) - La vida es maravillosa (1956) - El andén (1957) - Los jueves, milagro (1957) - El inquilino (1957) - El fotogénico (1957) - La noche y el alba (1958) - Una mujer para Marcelo (1958) - La vida por delante (1958) - La venganza (1958) - El hombre del paraguas blanco (1958) - El aprendiz de malo (1958) - De espaldas a la puerta (1959) - Fulano y Mengano (1959) - Azafatas con permiso (1959) - Sonatas (1959) - Bombas para la paz (1959) - Y después del cuplé (1959) - El secreto de papá (1959) - La paz empieza nunca (1960) - 091 Policía al habla (1960) - Amor bajo cero (1960) - El traje de oro (1960) - Sólo para hombres (1960) - Hay alguien detrás de la puerta (1960) - Plácido (1961) - Vamos a contar mentiras (1961) - Las cuatro verdades (1962) - Atraco a las tres (1962) - Accidente 703 (1962) - La mano de un hombre muerto (1962) |  | - Vampiresas 1930 (1962) - El verdugo (1963) - El juego de la verdad (1963) - La batalla del domingo (1963) - Chantaje a un torero (1963) - La becerrada (1963) - La boda (1964) - La muerte silba un blues (1964) - Crucero de verano (1964) - Los palomos (1964) - El señor de La Salle (1964) - El salario del crimen (1964) - El secreto de Bill North (1965) - Historias de la televisión (1965) - La primera aventura (1965) - Fray Torero (1966) - Mayores con reparos (1966) - El Aniversario (1966) - Operación Plus Ultra (1966) - Hoy como ayer (1966) - Un beso en el puerto (1966) - La barrera (1966) - La viuda soltera (1966) - Amor en el aire (1967) - La mujer de otro (1967) - El hombre que mató a Billy el Niño (1967) - La Playa de las seducciones (1967) - Relaciones casi públicas (1968) - Verde doncella (1968) - Estudio amueblado 2. P. (1969) - Cuatro noches de boda (1969) - Amor a todo gas (1969) - Un adulterio decente (1969) - Pierna creciente, falda menguante (1970) - Cólera del viento, La (1970) - Don Erre que erre (1970) - Enseñar a un sinvergüenza (1970) - ¡Se armó el belén! (1970) - ¡Vivan los novios! (1970) - Blanca por fuera y rosa por dentro (1971) - El vikingo (1972) - Ligue Story (1972) - Alta tensión (1972) |  | - La cera virgen (1972) - ¡Qué noche de bodas, chicas! (1972) - Corazón solitario (1973) - Don Quijote cabalga de nuevo (1973) - Las tres perfectas casadas (1973) - Señora doctor (1973) - Doctor, me gustan las mujeres, ¿es grave? (1974) - Los nuevos españoles (1974) - Tocata y fuga de Lolita (1974) - Tamaño natural (1974) - Jenaro el de los 14 (1974) - Una chica y un señor (1974) - El asesino no está solo (1975) - Duerme, duerme, mi amor (1975) - Fulanita y sus menganos (1976) - El señor está servido (1976) - Ambiciosa (1976) - Chely (1977) - La violación (1977) - Hasta que el matrimonio nos separe (1977) - El puente (1977) - Vota a Gundisalvo (1977) - Los días del pasado (1978) - La insólita y gloriosa hazaña del cipote de Archidona (1979) - La boda del señor cura (1979) - La guerra de los niños (1980) - Cariñosamente infiel (1980) - Tú estás loco Briones (1980) - La mano negra (1980) - Gay Club (1981) - Préstame tu mujer (1981) - La segunda guerra de los niños (1981) - Un pasota con corbata (1981) - La tercera guerra de los niños (1982) - El cabezota (1982) - Caray con el divorcio (1982) - Adolescencia (1982) - Cuarta guerra de los niños (1983) - El caso Almería (1984) |  | - Las tribulaciones de un Buda Bizco (1986) - El año de las luces (1986) - ¡Biba la banda! (1987) - El bosque animado (1987) - Sinatra (1988) - El mar y el tiempo (1989) - Loco veneno (1989) - Amanece, que no es poco (1989) - Pareja enloquecida busca madre de alquiler (1989) - Fuera de juego (1991) - El amor sí tiene cura (1991) - La fuente de la edad (1991) - El beso del sueño (1991) - La marrana (1992) - Una mujer bajo la lluvia (1992) - Madregilda (1993) - Tocando fondo (1993) - La sombra del delator (1993) - Todos a la cárcel (1993) - Así en el Cielo como en la Tierra (1995) - El ángel de la guarda (1996) - Pesadilla para un rico (1996) - Los porretas (1996) - Adiós, tiburón (1996) - Siempre hay un camino a la derecha (1997) - Nadie como tú (1997) - La duquesa roja (1997) - La vuelta de El Coyote (1998) - París-Tombuctú (1999) - Pídele cuentas al rey (1999) - Terca vida (2000) - Maestros (2000) - Lázaro de Tormes (2001) - Clara y Elena (2001) - El caballero don Quijote (2002) - Atraco a las 3... y media (2003) - Dos tipos duros (2003) - Incautos (2004) - Franky Banderas (2004) - Elsa y Fred (2005) - Cabeza de perro (2006) - ¿Y tú quién eres? (2007) |  |

### Televisió
| - Gran teatro (un episodi, 1963) - Escuela de maridos (4 episodis, 1963 - 1964) - Primera fila (3 episodis, 1964 - 1965) - Teatro de familia (2 episodis, 1964 - 1965) - Tú tranquilo (un episodi, 1965) - Estudio 3 (un episodi, 1965) - Tercer rombo, El (un episodi, 1966) - Teatro de siempre (un episodi, 1968) - Don Joan - Fábulas (un episodi, 1968) - Pequeño estudio (2 episodi, 1969) - El soltero indolente - El encuentro - Risa española, La (un episodi, 1969) - Sólo fui a comprar tabaco - Plinio (1972) - Los camioneros (1 episodi, 1974) - Cuentopos (1974) - Si yo fuera rico (un episodi, 1973) - Animales racionales (un episodi, 1973) - Historias de Juan Español (3 episodis, 1972 - 1973) - Sospecha (un episodi, 1971) - Novela (14 episodis, 1964 - 1977) - Cervantes (1980) - Que usted lo mate bien (un episodi, 1979) - El Doctor J. - Telecomedia (un episodi, 1979) - Los celos - El juglar y la reina (un episodi, 1978) - Curro Jiménez (un episodi, 1977) - Original (un episodi, 1975) - Buenas noches, señores (un episodi, 1972) - Teatro breve (2 episodi, 1979 - 1980) - Cast...cast - Gazpacho andaluz - Fortunata y Jacinta (10 episodi, 1980) - Teatro estudio (un episodi, 1981) |  | - Estudio 1 (14 episodi, 1966 - 1982) - Los árboles mueren de pie - El patio - La bella Dorotea - La rueda - Miedo al hombre - La venganza de Don Mendo - Eloísa está debajo de un almendro - Doce hombres sin piedad - La malcasada - Alta fidelidad - Los tres etcéteras de Don Simón - La desconocida de Arrás - La fierecilla domada - El pato silvestre - Don Baldomero y su gente (1982) - Sonata de primavera (1982) - Los desastres de la guerra (1983) - Cosas de dos (un episodi, 1984) - Régimen abierto(1986) - Gatos en el tejado (un episodi, 1988) - La forja de un rebelde (1990) - Historias del otro lado (un episodi, 1991) - Farmacia de guardia (un episodi, 1991) - El Quijote de Miguel de Cervantes (1991) - La mujer de tu vida (1992) - Los ladrones van a la oficina (45 episodis, 1993 - 1995) - La Regenta (1995) - Blasco Ibáñez (1997) - Señor Alcalde (17 episodis, 1998) - 7 vidas (un episodi, 1999) - El señorío de Larrea (un episodi, 1999) - Terca vida (2000) - Mi teniente (un episodi, 2001) - Hospital Central (un episodi, 2002) - ¿Y tú quien eres? (2007) - 20-N: los últimos días de Franco (2008) |  |

### Teatre
- Los tigres escondidos en la alcoba (1949)
- La vida en un bloc (1953)
- El caso del señor vestido de violeta (1954)
- Vamos a contar mentiras (1961)
- La tetera (1965)
- Catón (1989)
- Luces de Bohemia, amb José María Rodero.
- Tres caballeros (2004)